# Syndesus xerophilicum
Syndesus xerophilicum là một loài bọ cánh cứng trong họ Lucanidae. Loài này được Martinez & Reyes-Castillo mô tả khoa học năm 1985.